# Saint-André-de-Roquelongue
Saint-André-de-Roquelongue is een gemeente in het Franse departement Aude (regio Occitanie). De plaats maakt deel uit van het arrondissement Narbonne. Sedert de jaren '80 van de 20e eeuw is Saint-André-de-Roquelongue gegroeid, met name door de instroom van een aantal pendelaars die werken in grotere en nabijgelegen gemeenten als Lézignan-Corbières en Narbonne: op 1 januari 2022 telde de gemeente 1.400 inwoners.

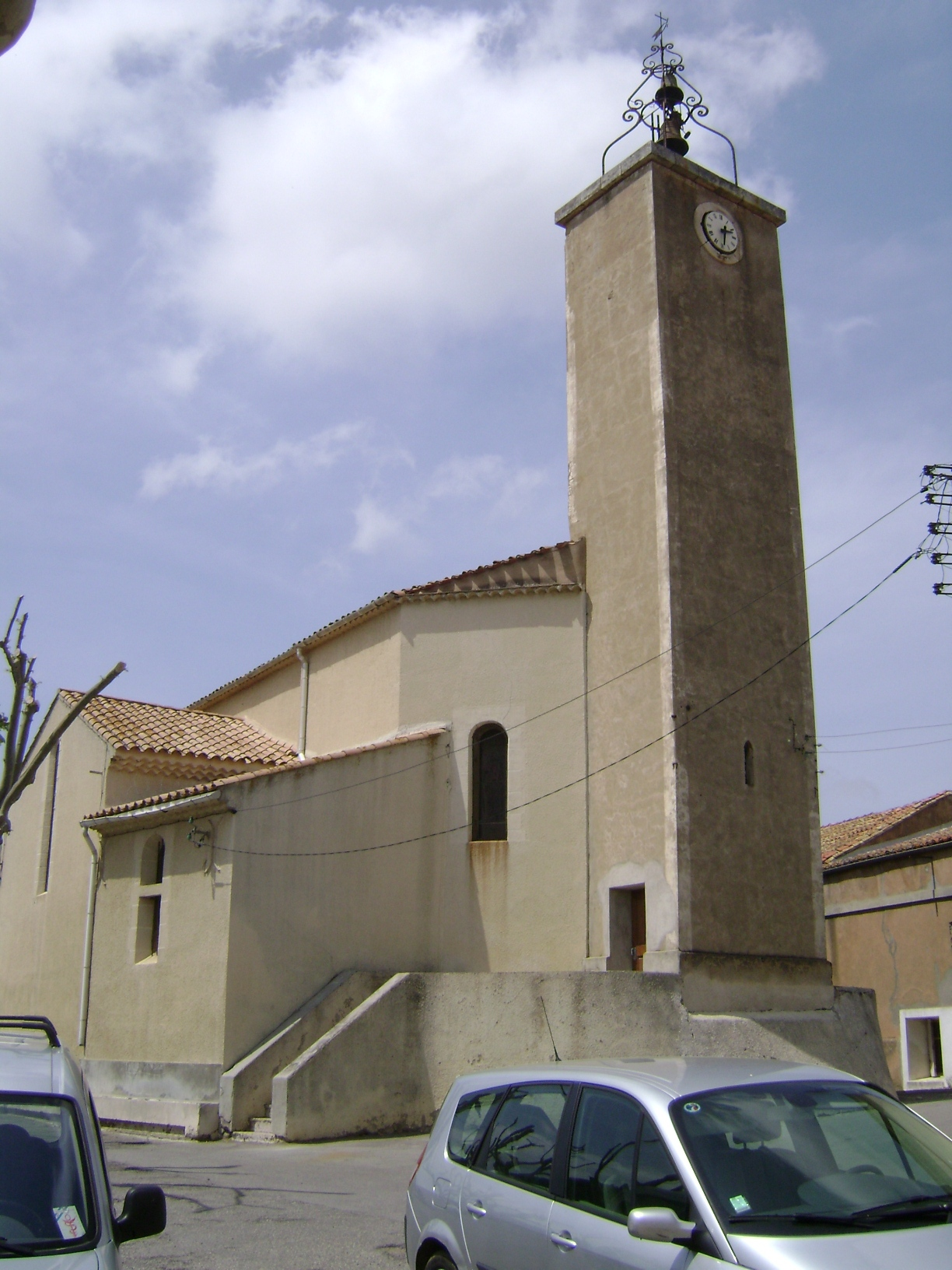
Kerk van Saint-André-de-Roquelongue
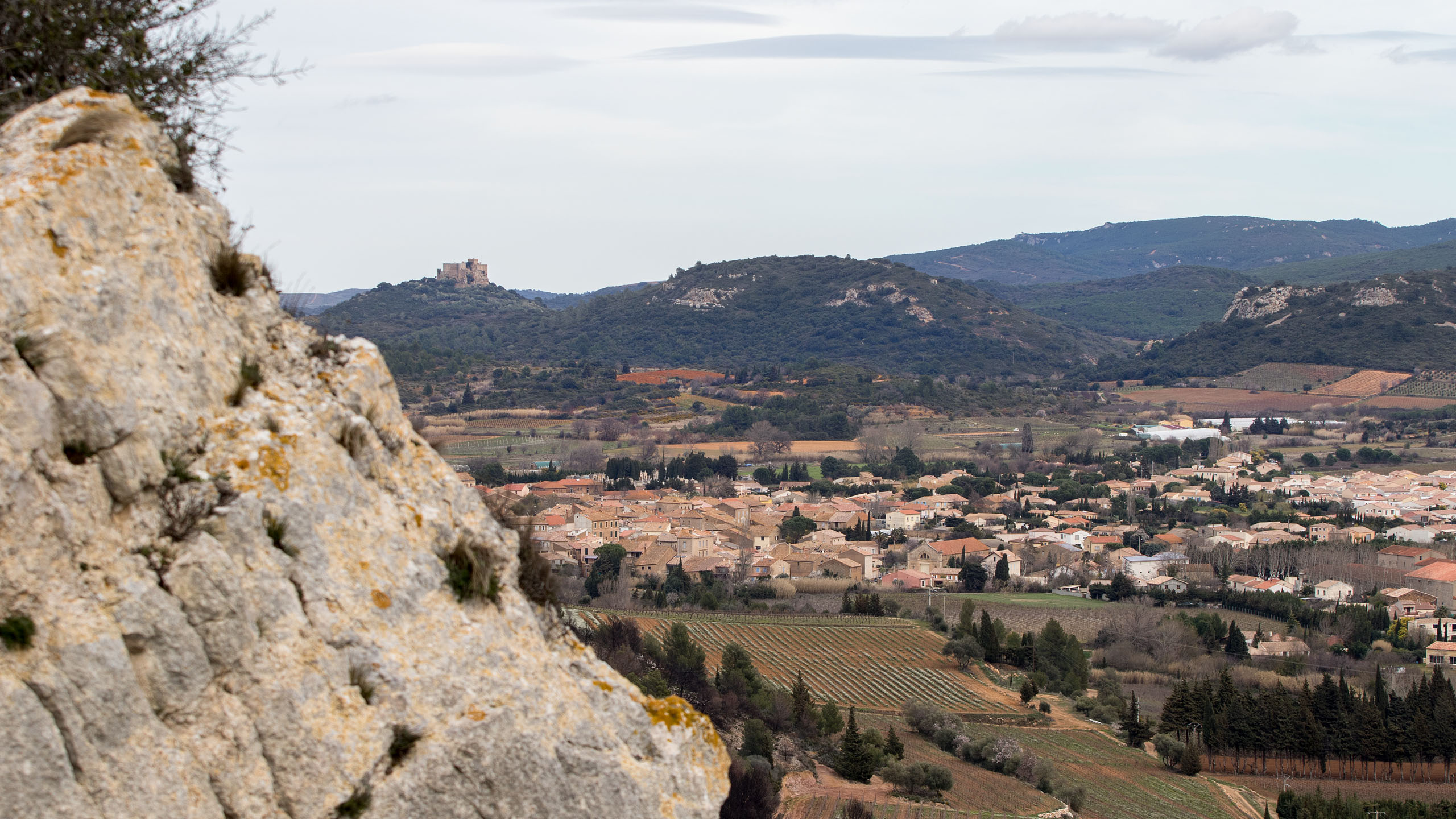
Gezicht op Saint-André-de-Roquelongue

## Geografie
De oppervlakte van Saint-André-de-Roquelongue bedroeg op 1 januari 2022 30,81 vierkante kilometer; de bevolkingsdichtheid was toen 45,4 inwoners per km².
De onderstaande kaart toont de ligging van Saint-André-de-Roquelongue met de belangrijkste infrastructuur en aangrenzende gemeenten.

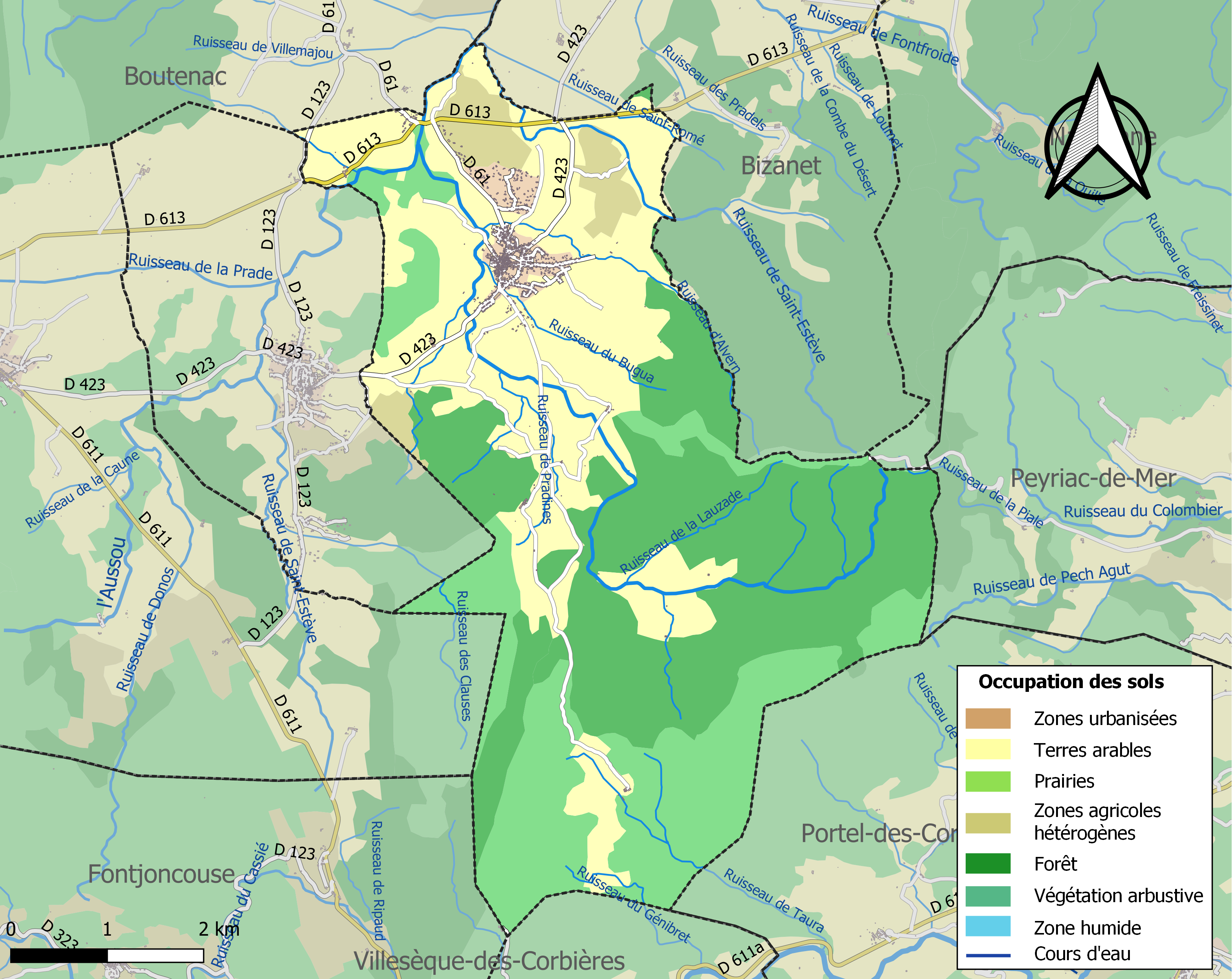

## Demografie
Onderstaande figuur toont het verloop van het inwonertal (bron: INSEE-tellingen).

Vanwege een beveiligingsprobleem met de MediaWiki Graph-software is het momenteel niet mogelijk deze grafiek weer te geven. Zodra de software is bijgewerkt zal de grafiek vanzelf weer zichtbaar worden.